# Ботикаш
Боти́каш (порт. Boticas; [bu'tikɐʃ]) — посёлок городского типа в Португалии, центр одноимённого муниципалитета в составе округа Вила-Реал. По старому административному делению входил в провинцию Траз-уж-Монтиш и Алту-Дору. Входит в экономико-статистический субрегион Алту-Траз-уж-Монтиш, который входит в Северный регион. Численность населения — 1,1 тыс. жителей (посёлок), 5,9 тыс. жителей (муниципалитет) на 2006 год. Занимает площадь 322,41 км².
Покровителем посёлка считается Дева Мария (порт. Maria).
Праздник посёлка — 6 ноября.

## Расположение
Посёлок расположен в 43 км на север от адм. центра округа города Вила-Реал.
Муниципалитет граничит:
- на востоке — муниципалитет Шавеш
- на юго-востоке — муниципалитет Вила-Пока-де-Агиар
- на юге — муниципалитет Рибейра-де-Пена
- на юго-западе — муниципалитет Кабесейраш-де-Башту
- на западе и северо-западе — муниципалитет Монталегре

## История
Посёлок основан в 1836 году.

## Население
| Численность населения муниципалитета по годам | Численность населения муниципалитета по годам | Численность населения муниципалитета по годам | Численность населения муниципалитета по годам | Численность населения муниципалитета по годам | Численность населения муниципалитета по годам | Численность населения муниципалитета по годам | Численность населения муниципалитета по годам |
| --------------------------------------------- | --------------------------------------------- | --------------------------------------------- | --------------------------------------------- | --------------------------------------------- | --------------------------------------------- | --------------------------------------------- | --------------------------------------------- |
| 1849                                          | 1900                                          | 1930                                          | 1960                                          | 1981                                          | 1991                                          | 2001                                          | 2004                                          |
| 10 226                                        | 10 982                                        | 11 154                                        | 14 481                                        | 8773                                          | 7936                                          | 6417                                          | 6116                                          |

## Состав муниципалитета
В муниципалитет входят следующие районы:
1. Алтураш-ду-Баррозу
2. Арданш
3. Беса
4. Бобадела
5. Ботикаш
6. Сердеду
7. Кодессозу
8. Коваш-ду-Баррозу
9. Курруш
10. Дорнелаш
11. Фиайнш-ду-Тамега
12. Гранжа
13. Пинью
14. Сапианш
15. Сан-Салвадор-де-Вивейру
16. Вилар